# Danka Jaworska
Danka Jaworska, född 1951 i Warszawa, är en polsk-svensk konstnär, som varit bosatt i Stockholm sedan 1976.

## Konstnärskap
Danka Jaworska utbildades vid Konstakademien i sin födelsestad samt i Paris. Hon har haft en rad separatutställningar i Sverige och i övriga Europa. Några i urval:
- Philipine Voglerer Haus, Worpswede
- Galerie Molière, Bryssel
- Galeri G Hase, Warszawa
- Instituto Polacco, Rom
- Stiegenhaus Galerie, Hannover
- Galleri Baccus, Borås
- Galleri Victoria, Halmstad
- Galleri Åklundh, Lund
- Galleri Futura, Stockholm
- Galleri Nord, Örebro
- Galleri Bergman, Göteborg
- Galleri 101, Malmö

På Stockholm Art Fair har hon presenterats av Galleri Baccus och EBT Konstförlag.
Danka Jaworska finns representerad i urval:
- Moderna Museet, Lodz
- Nationalmuseum, Poznan
- Nationalmuseum, Krakow
- Moderna Museet, Skopje